# Antonio Pesenti (Ökonom)

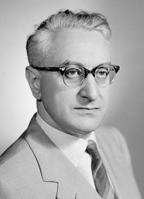
Antonio Pesenti

Antonio Mario Pesenti (* 5. Oktober 1910 in Verona; † 14. Februar 1973 in Rom) war ein italienischer Politiker (PCI), marxistischer Ökonom, antifaschistischer Widerstandskämpfer und Finanzminister.

## Biographie
Während der Herrschaft der Faschisten in Italien beteiligte er sich an der Widerstandsbewegung, wofür er 1935 verhaftet und im Jahr 1936 von einem Sondertribunal zu 24 Jahren Haft verurteilt wurde. Im Gefängnis, wo Pesenti 8 Jahre verbrachte, wurde er zum Kommunisten.
Von 1943 bis 1944 war er Mitglied des Comitato di Liberazione Nazionale in Süditalien. Nach der Befreiung Italiens wurde er im April 1944 als Vertreter der Partito Comunista Italiano Unterstaatssekretär im Finanzministerium der Regierung Badoglio. Vom 12. Dezember 1944 bis 19. Juni 1945 war er Finanzminister in der Koalitionsregierung von Ivanoe Bonomi. In den Jahren 1946–1947 Vizepräsident des Instituts für den Wiederaufbau der Industrie und Abgeordneter der Verfassungsgebenden Versammlung. Von 1946 bis zu seinem Lebensende war er Mitglied des Zentralkomitees der PCI, gewählter Abgeordneter der italienischen Abgeordnetenkammer und Senator.
In späteren Jahren lehrte er an Universitäten in Rom, Parma und Pisa. Er war Mitbegründer und Leiter des Zentrums für das Studium der sowjetischen Wirtschaft.
Er war Spezialist in den Gebieten Finanzwesen, Finanzrecht und Kreditwesen, zu welchen er mehrere grundlegende Studien veröffentlichte.

## Gedenken
- Eine Sekundarschule in Cascina in der Provinz Pisa ist nach Pesenti benannt.[4]

## Werke
- La politica finanziaria e monetaria dell'Inghilterra, Padua, CEDAM, 1934. ISBN 978-88-13-11071-0
- Ricostruire dalle rovine, Meiland, O. Picardi, 1946.
- Lezioni di economia politica, 2 voll., Rom, Editori Riuniti, 1959; 1962.
- Lezioni di scienza delle finanze e diritto finanziario, Rom, Editori Riuniti, 1961; 1967.
- Tendenze del capitalismo italiano, con Vincenzo Vitello, Rom, Editori Riuniti, 1962.
- Manuale di economia politica, con Gianfranco La Grassa e Carlo Casarosa, 2 voll., Rom, Editori Riuniti, 1970.
- La cattedra e il bugliolo, Meiland, La Pietra, 1972
- Discorsi parlamentari, 2 voll., Rom, Senato della Repubblica, 1990.
- Autobiografia, Meiland, Il Sole 24 Ore, 2013.